# Kangina

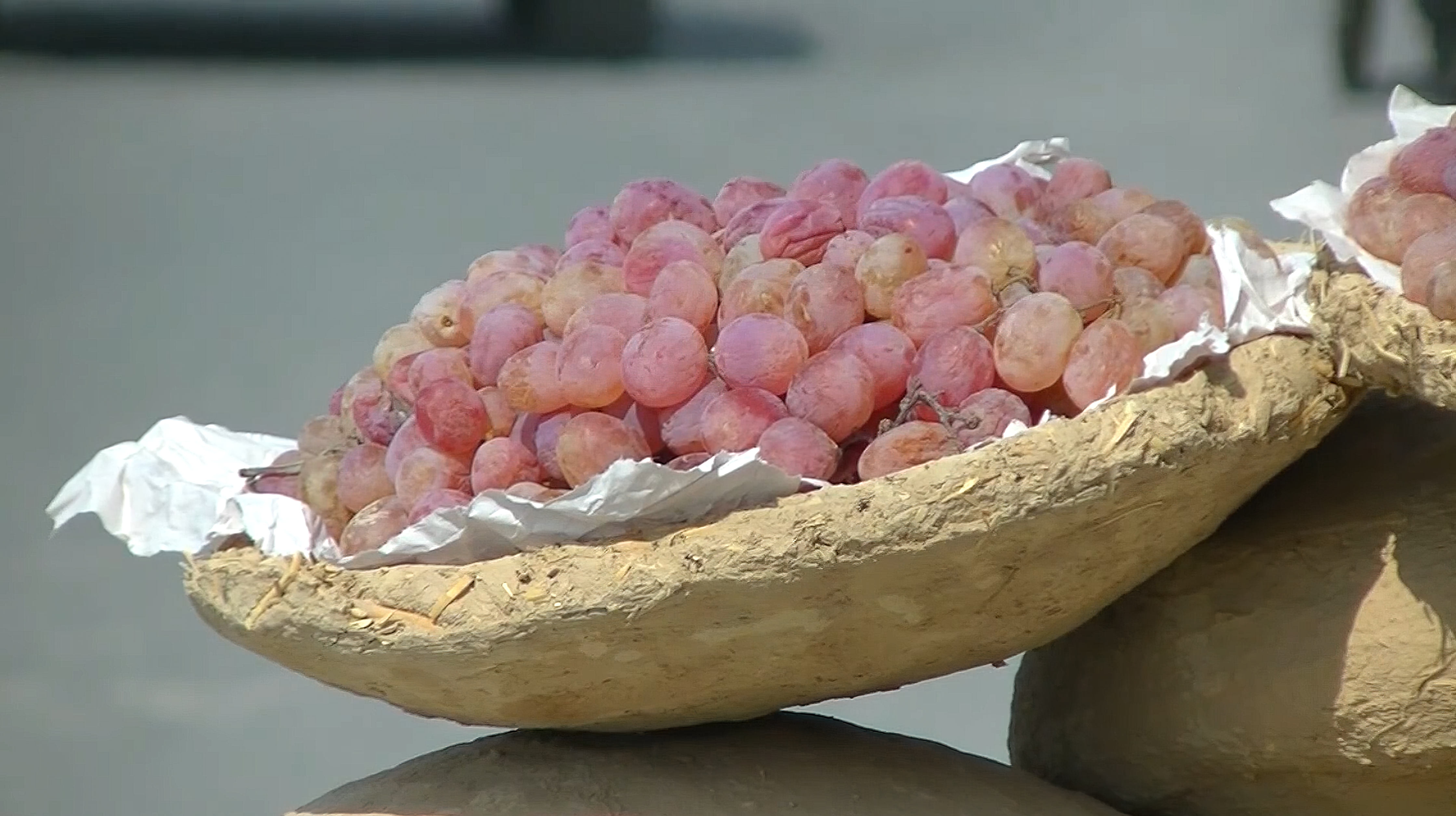
Geöffnete Kangina mit Trauben

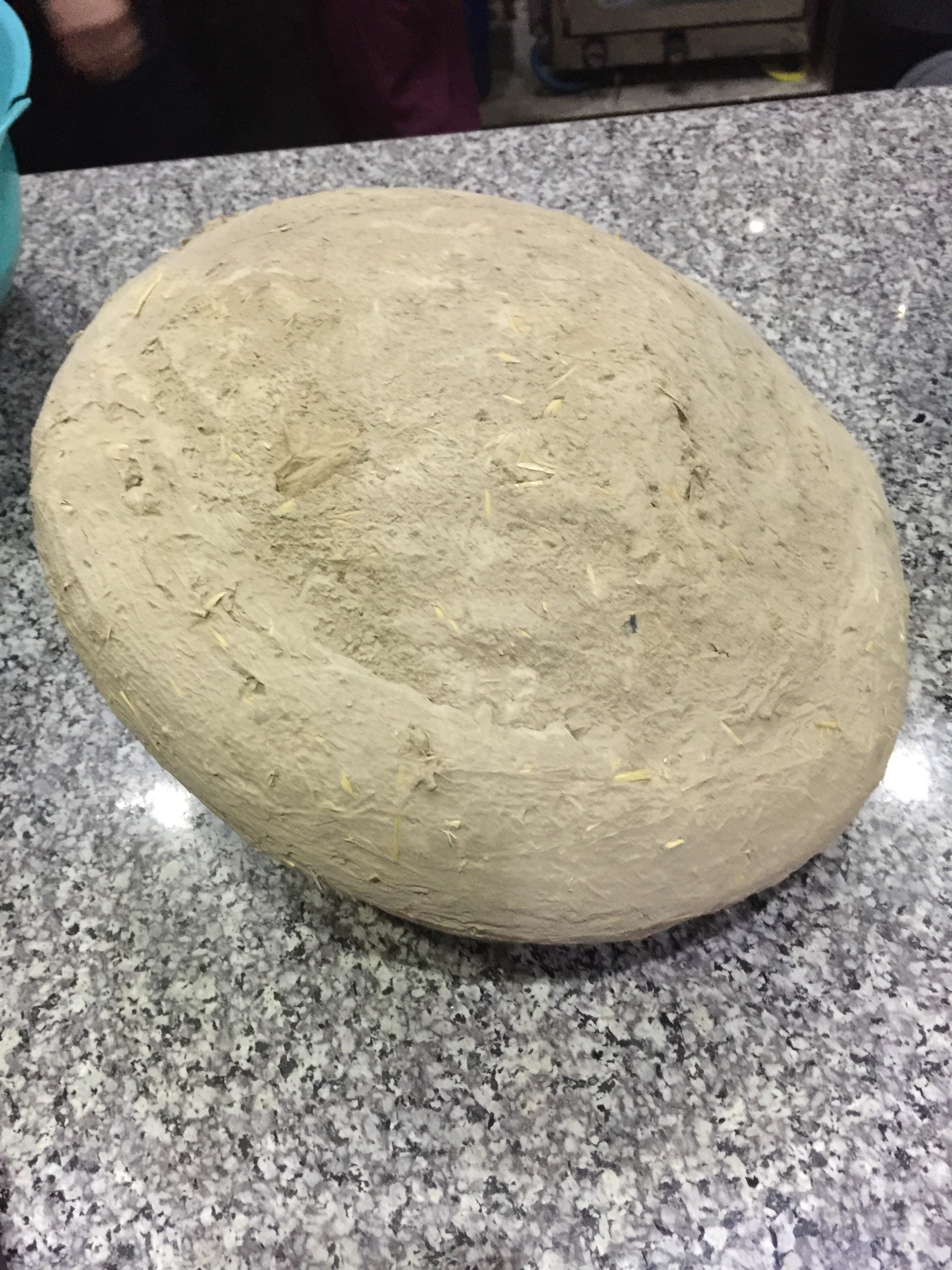
Geschlossene Kangina

Kangina (von Dari-Persisch کنگینه, wörtlich „Schatz“, Farsi-Aussprache: [kʌn'ɡiːnɜ]) ist eine traditionelle Lebensmittelkonservierung, die auch in der Neuzeit noch für Trauben in Afghanistan verwendet wird. Die luftdichten Diskus-ähnlichen Gefäße aus tonhaltigem getrocknetem Schlamm und Stroh werden selbst Kangina genannt. Dickschalige Traubensorten wie Taifi und Kishmishi können so bis zu sechs Monate frisch gehalten werden.

## Beschreibung
Die Praxis, Trauben in Schlamm und Stroh zu lagern, wird bereits im 12. Jahrhundert in Andalusien dokumentiert. Das „Buch der Landwirtschaft“ von Ibn al-'Awwam beschreibt eine geläufige Methode der „Kuhfladenschalen“, bei der ein Glasbehälter mit einem Deckel aus tonhaltigem Schlamm versiegelt wird.
Diese Methode gleicht der afghanischen Kangina, bei der Schlamm den Zufluss von Luft, Feuchtigkeit und Mikroben einschränkt, ähnlich einer Plastiktüte. Durch die Tonbarriere kann Sauerstoff noch in den Behälter eindringen, so dass das Lebensmittel nicht verdirbt, gleichzeitig erhöht sich der Kohlendioxidanteil im Behälter, was den Stoffwechsel der Trauben hemmt und das Wachstum von Pilzen verhindert. Andererseits kann der trockene Schlamm auch überschüssige Feuchtigkeit aufnehmen und damit Bakterien- und Pilzwachstum verhindern. Entsprechend werden die Kangina grundsätzlich trocken gelagert oder transportiert und vor Sonnenstrahlung und anderem Wärmewechsel geschützt.
In der afghanischen Praxis werden zwei schalenförmige Teller aus tonhaltigem Schlamm und Stroh geformt, und in der Sonne gebacken, bevor sie mit etwa 1 bis 2 Kilogramm unversehrter Früchte gefüllt werden, und die Kanten mit weiterem Tonschlamm versiegelt werden. Grundsätzlich kann die Technik für verschiedenes Obst eingesetzt werden, üblich ist jedoch die späte Ernte an Trauben so zu konservieren, und dann durch den gesamten Winter feilzubieten. Da die Behälter schwer und unförmig für den Transport sind, hat die afghanische Regierung 2023 eine Untersuchung beauftragt, ob sie durch modernere Techniken ersetzt werden können, fand aber nur Polysterol-Hartschaum als billig verfügbar und mit ähnlich guter Konservierung. So finden sich die Kangina weiter auf den Märkten im mittleren und nördlichen Afghanistan.